# Joris Marveaux
Joris Marveaux (Vannes, Francia, 15 de agosto de 1982) es un exfutbolista francés que jugaba en la posición de centrocampista. Es hermano del también futbolista Sylvain Marveaux.

## Carrera

### Club
| Periodo   | Club            | Apariciones | Goles |
| --------- | --------------- | ----------- | ----- |
| 2003–2006 | FC Lorient      | 35          | 1     |
| 2006–2008 | Clermont Foot   | 66          | 1     |
| 2008–2017 | Montpellier HSC | 197         | 11    |
| 2017–2019 | Gazélec Ajaccio | 37          | 3     |

### Selección nacional
Jugó con Martinica en tres partidos de la Copa de Oro de la Concacaf 2019 donde anotó un gol, el cual fue en la victoria por 3-0 sobre Cuba en Denver.

## Logros
- Ligue 1 (1): 2011/12